# Shiraz Shivji
A Shiraz Shivji (más néven: Shiraz M.R. Shivji) (Iringa, 1947. szeptember 12. –) tanzániai születésű, amerikában élő villamosmérnök, aki a Commodore-nál töltött évei alatt – másokkal együtt – a Commodore 64 kifejlesztéséért felelt.

## Származás
Teljes nevén Shiraz Mohamedali Rajabali Shivji indiai gyökerekkel rendelkező iszmáilita családba született a tanzániai Iringában 1947-ben.

## Szakmai életút
Tanzániában eltöltött gyermekkora óta érdekelte az elektronika, melynek nyomán először az Egyesült Királyságban kiváló eredménnyel végezte el a Southampton Egyetemet, majd az Amerikai Egyesült Államokba költözött és 1969 és 1973 között a Stanford Egyetemen mester fokozatot szerzett elektronikából.

### Commodore
A Szilícium-völgyben kezdett dolgozni, ahol állást kapott a Commodore-nál és a Commodore 64 számítógép mérnökeinek egyike lett. 1984-ben előléptették a cég műszaki igazgatójává.

### Atari
Amikor Jack Tramiel 1984-ben otthagyta a Commodore-t és átvette az Atari irányítását, Shiraz Shivji egyike volt azoknak a mérnököknek, akik Tramiellel tartottak. Shivji lett az Atari kutatásért és fejlesztésért felelős elnökhelyettese. Ebben a minőségében 6 mérnök élén 5 hónap alatt kifejlesztette az Atari ST számítógépet. A prototípust az 1985 januári las vegasi Consumer Electronics Show-n (CES) sikerrel mutatták be és a termék új életet lehelt a cégbe.
Shivjit és a többi távozó (összesen négy) mérnököt 1984 júliusának közepén a Commodore beperelte bizalmas kutatási-fejlesztési információk átadása miatt, többek között a folyamatban lévő Commodore 900 (más néven: Z-8000) kapcsán. A bíróság azonban mindegyiküket felmentette minden vádpont alól.
A későbbiekben, távozásáig az Atari TT tervezéséért felelt. Már 1986-ban nézetkülönbség alakult ki Shivji és Jack Tramiel fia, Leonard Tramiel között a személyi számítógépek jövőjét és az arra való Atari reagálást illetően. A tramielek mesteri marketingesek voltak és csak a "gyorsabb és több" kategóriákban tudtak gondolkodni. Shiraznak azonban határozott elképzelése volt arról, hogy merre kellene tartaniuk, melyet azonban nem tudott a cégnél megvalósítani. Kevés tudható a konfliktus mértékéről, mert Shiraz hűséges ember, de az tény, hogy végül 1990-ben távozott az Ataritól.

### Momenta Corp.
Az Atari után Shivji a Momenta Corp.-nál helyezkedett el, ahol 1991-ben az egyik első tollal használható érintőképernyős tabletet tervezte meg, a Momenta Pen Computert. Az ötlet úttörő volt, de sem az idő, sem a kivitelezés nem volt még érett rá 1991-ben. A prototípus nehézkesen működött és nem voltak rá sem szoftverek, sem olyan szoftverfejlesztők, akik tollal vezérelhető alkalmazásokat írtak volna rá. Shiraz olyannyira hitt az ötletében, hogy a társaság részvényeinek a harmadát felvásárolta, de amikor a Momenta Corp 1993-1994 táján csődbe ment, vagyona jelentős részét elvesztette.

### Szabadalmak
Shivji neve innentől több kockázati befektetésekre épülő startup kapcsán feltűnik. 2000 környékén a Canesta alkalmazásában állt, mint speciális mérnöki projektekért felelős elnökhelyettes. A cég többek között 3D képek megjelenítésével, illetve 3D érzékeléssel foglalkozott, és egy 3D billentyűzetet fejlesztettek ki. Végül 2010-ben a Microsoft felvásárolta a Canestát és a "kivetített billentyűzetet" az Xbox One-hoz kiadott Kinect eszköz formájában valósították meg, a Canesta technológiái alapján. Ebből az időszakból számos szabadalom is fűződik a nevéhez.

## Magánélet
Nős, két gyermek apja. Felesége, a pakisztáni születésű, Mumtaz Vazir, gyermekei a kaliforniai San José-ban születtek: Moez S. Shivji (szül.: 1981) és Azim S. Shivji (szül.: 1989).

## Fordítás
- Ez a szócikk részben vagy egészben  a   Shiraz Shivji című angol Wikipédia-szócikk fordításán alapul.  Az eredeti cikk szerkesztőit annak laptörténete sorolja fel. Ez a jelzés csupán a megfogalmazás eredetét és a szerzői jogokat jelzi, nem szolgál a cikkben szereplő információk forrásmegjelöléseként.